# CFLAGS
CFLAGS et CXXFLAGS sont les noms de variables d'environnement ou de variables du Makefile qui peuvent être utilisées pour paramétrer la compilation d'un logiciel.
Ces variables sont habituellement positionnées dans un Makefile et sont ajoutées quand le compilateur est appelé. Si elles ne sont pas spécifiées dans le Makefile, alors elles seront prises directement à partir de l'environnement, si elles sont présentes. Des outils (notamment ./configure de autoconf) généreront automatiquement des Makefiles avec ces variables correctement positionnées.
CFLAGS permet d'ajouter des paramètres sur la ligne de commande qui appelle le compilateur C, alors que CXXFLAGS est utilisé pour la compilation C++.  De même, une variable similaire, CPPFLAGS, permet de passer des paramètres sur la ligne de commande du Préprocesseur C.
Ce paramétrage a en général pour but d'optimiser ou déboguer le code, par exemple  -g, -O2 ou (spécifique à GCC) -march=athlon.